# Massimo Marino
Pour les articles homonymes, voir Marino.
Massimo Marino (né à Rome le 8 février 1960 et mort dans la même ville le 19 avril 2019) est un présentateur de télévision et un acteur italien.  

## Biographie
Massimo Marino a fait ses débuts à la télévision en 1995 en dirigeant le programme télévisé ViviRoma sur les stations Teleambiente et Teledonna. Entre 2009 et 2010, il a été invité à plusieurs programmes télévisés, notamment La vita in diretta, tandis que Rai 3 lui a consacré un service dans un épisode de Gente di Notte en 2005. Il était l'invité de Simona Ventura à La grande notte del lunedì sera (it).  
Il a joué dans les Dix Commandements, dans l' épisode intitulé « Arrivederci Roma » le 12 septembre 2015 présenté par Domenico Iannacone. 
En 2008, Marino a fait ses débuts au cinéma dans le film Grande, grosso et Verdone, suivi par Una estate al mare (2008), A Natale mi sposo (2010) et Una cella in Matrimonio a Parigi (2011). 
Depuis 1989, Marino était éditeur du magazine de presse gratuit ViviRoma .
Massimo Marino est mort à Rome le 19 avril 2019, à l'âge de 59 ans.

## Filmographie
- 2008 :Grande, grosso e... Verdone (it), de Carlo Verdone
- 2008 :Un'estate al mare (it), de Carlo Vanzina
- 2010 : A Natale mi sposo (it), de Paolo Costella
- 2011 :Una cella in due (it), de Nicola Barnaba
- 2011 : Matrimonio a Parigi (it), de Claudio Risi
- 2015 :Uno anzi due (it), de Francesco Pavolini
- 2015 : Showbiz, de Luca Ferrari